# Frank Miller
Frank Miller (Olney, 27. siječnja 1957.) je američki pisac, najpoznatiji po svom djelovanju u strip mediju. Sudjelovao je također u ekranizaciji nekih svojih djela kao redatelj.
Najpoznatiji njegovi stripovi su: Sin City, 300., Batman: The Dark Knight Returns, Ronin i Daredevil: Born Again.